# 5589 De Meis
5589 De Meis este un asteroid din centura principală, descoperit pe 23 septembrie 1990, de H. Debehogne.